# Danilo Pérez
Danilo Pérez (Panamaváros, 1965. december 29. –) Grammy-díjas panamai dzsesszzongorista, zeneszerző, zenepedagógus, politikai aktivista.

## Pályafutása
Pérez hároméves korában kezdett zongorázni, tízéves korától pedig klasszikus zongorát tanult a Panamai Nemzeti Konzervatóriumban. Apja salsazenekarában dobolt és szintetizátoron is játszott. Az Amerikai Egyesült Államokban, az Indiana University-n elektrónikát tanult, majd 1985-től  a Berklee College of Musicon zenei tanulmányokat folytatott.
Ezután Jon Hendricksszel, majd Paquito D'Riverával, Terence Blancharddal és Claudio Roditivel dolgozott. 1989-1992 között a  „Dizzy Gillespies United Nations Orchestra” tagja volt. 1993-tól zenekarvezetőként tevékenykedett.
Első saját albuma a Danilo Pérez és The Journey volt.
1994-ben készült a Grammy-díjas lemeze Arturo Sandoval tombítással („Danzón”). 1995 óta tagja volt Wynton Marsalis együttesének is. Ugyanebben az évben felvette a The Journey zenekari változatát a Panamai Szimfonikus Zenekarral.
1996-ban Thelonious Monk zenéjével megjelent a Panamonk című album, amelyet 1998-ban a Grammy-díjra jelölt Central Avenue album követett.
1997-ben a bolognai Concorso Internazionale di Composizione számára komponálálta a Blues For The Saints című művét Gary Burton vibrafos közreműködésével, és az Orchestra Sinfonica dell'Emilia-Romagna adta elő.
2000-ben Pérezt meghívták a washingtoni Kennedy Centerbe egy szólókoncertre. Ugyanebben az évben Panama kulturális nagykövete lett, továbbá Panama Jazz Fesztivál alapítója és igazgatója, amellett pedig az UNICEF jószolgálati nagykövete, és a Berklee Global Jazz igazgatója is.

## Albumok
1993: Danilo Pérez

1994: The Journey

1996: PanaMonk

1998: Central Avenue

2000: Motherland

2003: ...Till Then

2005: Live at the Jazz Showcase

2006: Panama Suite

2008: Across the Crystal Sea

2010: Providencia

2014: Panama 500

2015: Children of the Light

## Díjak
- 2011, 2021: Grammy-díj (és jelölések)
- 2018: United States Artists Fellowship
- 2009: Smithsonian Legacy Award
- 2018: Order of Vasco Núñez de Balboa